# Mazzin
Mazzin é uma comuna italiana da região do Trentino-Alto Ádige, província de Trento, com cerca de 440 habitantes. Estende-se por uma área de 23 km², tendo uma densidade populacional de 19 hab/km². Faz divisa com Canazei, Campitello di Fassa, Tires (BZ) e Pozza di Fassa.